# Klučov (Třebíči járás)
Klučov település Csehországban, a Třebíči járásban. Klučov Ostašov, Kožichovice, Dolní Vilémovice, Slavičky, Petrůvky, Lipník és Střítež településekkel határos. Lakosainak száma 173 fő (2024. január 1.).

## Népesség
A település lakosságának változását az alábbi diagram mutatja:
| Lakosok száma | 276  | 314  | 275  | 201  | 150  | 135  | 173  | 171  | 162  | 173  |
|               | 1869 | 1890 | 1921 | 1950 | 1980 | 2001 | 2017 | 2019 | 2022 | 2024 |